# Carnaval de antaño
 Carnaval de antaño  es una película argentina del género de comedia filmada en blanco y negro dirigida por Manuel Romero que se estrenó el 17 de abril de 1940 y que tuvo como protagonistas a Florencio Parravicini, Sofía Bozán, Sabina Olmos y Charlo. 

## Reparto
- Florencio Parravicini
- Sofía Bozán
- Sabina Olmos
- Charlo
- Enrique Roldán
- El Cachafaz
- Fernando Campos
- Warly Ceriani
- José Fajardo
- Carlos Bertoldi
- Arnoldo Chamot
- Ángel Prío
- Pedro Pompillo

## Sinopsis
Evocación del Carnaval de 1912 y del de 1940 mediante 4 personajes: un empresario y tres cantantes.

## Crítica
La crónica del diario La Nación dijo que la película "pudo ser -y lo es al principio- una superficial y amable evocación musical y popular, de fuertes esencias sentimentales sobre el ánimo del espectador en gravitación sobre sus recuerdos".